# Madeleine van Toorenburg
Madeleine van Toorenburg (Den Haag, 10 de mayo de 1968) es una política neerlandesa que actualmente ocupa un escaño en la Segunda Cámara de los Estados Generales para el período legislativo 2012-2017 por el Llamada Demócrata Cristiana (Christen Democratisch Appèl). Forma parte del parlamento desde el 1 de marzo de 2007, al que ascendió luego que varios compañeros del partido elegidos en las elecciones de 2006 dimitieran para unirse al Cuarto Gabinete de Jan Peter Balkenende; en las elecciones parlamentarias de 2010 fue reelegida, mientras que en 2012 también.
Van Toorenburg es parte de los comités de Educación, Cultura y Ciencia; Salud, Bienestar y Deportes; Interior; Relaciones del Reino; Seguridad y Justicia; entre otros. En diciembre de 2015 fue elegida por su partido para ser candidata a la presidencia del Parlamento.